# Гірські вершини Північної Македонії
Македонія — це переважно гірська країна, середня висота якої становить 832 метри. Гори на території країни можна поділити на дві групи: Шаррський гірський масив (Динарський масив) та Осогово-Беласичний гірський масив (Родопський масив). Гори гірського масиву Шара характеризуються тим, що це молоді гори з гострими вершинами, тоді як гори в хребті Осогово-Беласиця — це старе гніздо з округлими вершинами.
- Царський гірський хребет починається на крайній північно-західній частині Македонії, продовжується по західній частині країни, а потім через західний Вардар і Пелагонію гірський хребет закінчується в південно-західній і південній частині країни. Серед цих гірських хребтів виділяються масиви Шара, Кораби, Бистра, Стогово, Сухий ліс, Вет, Галичиця, Ябланиця, Баба, Нідже та Кожуф. Найвища точка цього гірського масиву та в Македонії загалом — вершина Великого Кораба (2,753 м) масиву Кораб.

- Гірський хребет Осогово-Беласик починається на північному сході країни і простягається вздовж східної частини країни, включаючи гори в групі східних Вардарів. Серед найбільш відомих масивів цього ареалу — Осогово, Плачковиця, Малешево — Власький масив, Огразден та Беласиця. Найвищою точкою цього гірського масиву є вершина Руен (2,225 м) на масиві Осоговська Планина.

## Термінологія
У літературі терміни «гора», «гірський хребет», «гірська вершина» та «гірська система» часто ототожнюються як однакові.
- Гора. Загальноприйнятого визначення терміна «гора» не існує, тому висоту, дальність, рельєф, схил, відокремленість та безперервність зазвичай приймають за критерії опису. В Оксфордському словнику англійської мови термін «гора» визначається як «природна висота поверхні Землі, яка круто піднімається над навколишньою територією і досягає висоти, яка панує по відношенню до навколишніх».[2]
- Гірський хребет. Термін «гірський хребет» означає місце на земній корі з помітними розломами чи складками. Водночас зі зміщенням земної кори масив зберігає свою внутрішню будову і рухається в цілому. Термін також належить до групи гір, що складається з такої форми. Крім того, термін часто визначають як основну масу окремої гори. Масив — це менший компонент кори тектонічної плити і вважається четвертою за величиною рушійною силою в геоморфології .[3]
- Гірський хребет. Термін «гірський хребет» означає географічну область, що складається з геологічно пов'язаних гір.
- Гірська система . Термін «гірська система» визначається як сукупність гірських хребтів, що належать до певної місцевості.

Відповідно до наведених визначень, горами в Македонії можна вважати наступні: Кітка, Дешат і Баба Сах, гірські хребти Мокра, Осогово та Шар-Планина, гірський хребет Шара-Кораб-Дешат-Крчин-Стогово-Караорман та гірська система Цар-Піндо.

## Список гір Македонії
У наступній таблиці наведено огляд гір Македонії відповідно до їх найвищої точки на території країни. Якщо гора є частиною більшого гірського масиву, вона записується у відповідну колонку.
|    | Гора               | Найвища точка           | Висота     | Гірський хребет            | Примітки                |
| -- | ------------------ | ----------------------- | ---------- | -------------------------- | ----------------------- |
| 1  | Кораб              | Голем Кораб             | 2.753 м    | Корабський Масив           |                         |
| 2  | Шар-гора           | Тітов-Врх               | 2.747 м    |                            | центар                  |
| 3  | Баба               | Пелістер                | 2.601 м    |                            | центар                  |
| 4  | Якубиця            | Солунська Глава         | 2.540 м    | Мокра                      | центар                  |
| 5  | Нідже              | Каймакчалан             | 2.521 м    | Нідже Масив                | центар                  |
| 6  | Карадзива          | Карадзива               | 2.472 м    | Мокра                      | центар                  |
| 7  | Перчулица          | Перчулица               | 2.423 м    | Мокра                      |                         |
| 8  | Дешат              | Велівар                 | 2.373 м    | Корапськи Масив            | центар                  |
| 9  | Крчин              | Голем Крчин             | 2.343 м    | Корапски Масив             | центар                  |
| 10 | Стогово            | Голем Рид               | 2.273 м    | Стоговски Масив            | центар                  |
| 11 | Галичиця           | Кота[а]                 | 2.265 м    |                            | центар                  |
| 12 | Ябланиця           | Чорний камінь           | 2.258 м    |                            | центар                  |
| 13 | Осогово            | Руен                    | 2.252 м    | Осоговський Масив          | центар                  |
| 14 | Сува гора          | Мирска Вода             | 2.179 м    | Мокра                      | центар                  |
| 15 | Даутиця            | Даутиця                 | 2.178 м    | Мокра                      | центар                  |
| 16 | Кожуф              | Зелен Брег              | 2.166 м[б] |                            | центар                  |
| 17 | Бистра             | Медениця                | 2.163 м    | Бистрин Масив              | центар                  |
| 18 | Челоїца            | Добра Вода              | 2.062 м    | Добра Вода                 | центар                  |
| 19 | Плакенська гора    | Сталев Камен            | 1.998 м    | Бигла                      | центар                  |
| 20 | Голешниця          | Лисець                  | 1.935 м    | Мокра                      | центар                  |
| 21 | Влахіна            | Кадиица                 | 1.932 м    | Малешево-влахінський Масив | центар                  |
| 22 | Кудлата            | Шошков Камен            | 1.917 м    | Добра Вода                 | центар                  |
| 23 | Илінськя гора      | Лиска                   | 1.908 м    | Бигла                      | центар                  |
| 24 | Беласиця           | Тумба[в]                | 1.881 м    |                            | центар                  |
| 25 | Сува Гора          | Дупен Камен             | 1.857 м    | Сува Гора                  | центар                  |
| 26 | Козяк              | Балтова Чука            | 1.823 м    | Ниџев Масив                | центар                  |
| 27 | Малешево           | Джеймі Тепе             | 1.801 м    | Малешево-влахінський Масив |                         |
| 28 | Караорман          | Орлі                    | 1.794 м    | Стоговськи Масив           | центар                  |
| 29 | Бушева гора        | Мусица                  | 1.788 м    | Бушевски Масив             | центар                  |
| 30 | Дукат              | Аниште[г]               | 1.786 м    |                            |                         |
| 31 | Лубен              | Кафчал                  | 1.762 м    | Бушевський Масив           | центар                  |
| 32 | Лопушник           | Стог                    | 1.754 м    | Бистрин Масив              |                         |
| 32 | Плачковиця         | Лисец                   | 1.754 м    |                            | центар                  |
| 34 | Бабуна             | Козяк                   | 1.746 м    | Бабуна                     | центар                  |
| 35 | Огражден           | Огражденець             | 1.744 м    |                            |                         |
| 36 | Соловей            | Соловей                 | 1.714 м    | Стоговський Масив          |                         |
| 37 | Билино             | Чупино Брдо             | 1.703 м    | Билино                     | центар                  |
| 38 | Баба Сач           | Голем Сач               | 1.698 м    | Бушевски Масив             |                         |
| 39 | Дрен               | Ливада                  | 1.663 м    | Дрен                       | центар                  |
| 40 | Бигла              | Голем Камен             | 1.656 м    | Бигла                      |                         |
| 41 | Скопска Црна Гора  | Рамно                   | 1.651 м    |                            | центар                  |
| 42 | Китка              | Китка                   | 1.588 м    | Мокра                      | центар                  |
| 43 | Вишешниця          | Чаве                    | 1.557 м    | Дрен                       | центар                  |
| 44 | Синковиця          | Пасадзиковська Чука     | 1.544 м    | Осоговський Масив          |                         |
| 45 | Голак              | Чавка                   | 1.538 м    | Голак                      |                         |
| 46 | Теля               | Вели (вершина)          | 1.535 м    | Бигла                      |                         |
| 47 | Букович            | Тепе                    | 1.528 м    |                            |                         |
| 48 | Древеник           | Кале                    | 1.494 м    |                            |                         |
| 49 | Селечка гора       | Висока                  | 1.471 м    |                            | центар                  |
| 50 | Облаковська гора   | Бел Камен               | 1.430 м    |                            |                         |
| 51 | Злато              | Злато (гірська вершина) | 1.422 м    | Бабуна                     | центар                  |
| 52 | Готен              | Грамадник               | 1.420 м    |                            |                         |
| 53 | Осой               | Крстец Тепе             | 1.401 м    | Сува Гора                  | центар                  |
| 54 | Герман             | Модра Глава             | 1.390 м    | Билино                     | центар                  |
| 55 | Средна             | Беяз Тепе               | 1.348 м    |                            | центар                  |
| 56 | Козяк              | Перен                   | 1.326 м    | Билино                     |                         |
| 57 | Плавиця            | Плавиця                 | 1.297 м    | Осоговський Масив          | центар                  |
| 58 | Пречна гора        | Високи                  | 1.293 м    |                            |                         |
| 59 | Обозна             | Ястреб                  | 1.273 м    | Голак                      |                         |
| 60 | Жеден              | Водени Камен            | 1.264 м    |                            | центар                  |
| 61 | Серта              | Вовк                    | 1.159 м    | Серта                      | центар                  |
| 62 | Клепа              | Клепа                   | 1.149 м    |                            | центар                  |
| 63 | Водно              | Крстовар                | 1.066 м    |                            | центар                  |
| 64 | Градешка гора      | Вершник                 | 1.031 м    | Серта                      |                         |
| 65 | Плавуш             | Кара Тепе               | 997 м      | Серта                      |                         |
| 66 | Смрдеш             | Єлешниця                | 971 м      |                            | Файл:Смрдеш гора 01.JPG |
| 67 | Манговиця          | Асаниця                 | 874 м      |                            |                         |
| 68 | Градиштанська гора | Градиште                | 861 м      |                            | центар                  |
| 69 | Руен               | Ланиште                 | 775 м      |                            | центар                  |
| 70 | Богословець        | Іван-Хілл               | 755 м      |                            | центар                  |